# Sabine Wegner
Sabine Wegner (* 1955 in Mönchengladbach) ist eine deutsche Schauspielerin.

## Leben
Sie erhielt ihre Ausbildung 1976 bis 1979 an der Folkwangschule Essen. 1979 trat sie ihr erstes Engagement am Staatstheater Stuttgart an. Dort war sie in mehreren Inszenierungen von Hansgünther Heyme zu sehen, so als Elisabeth in Don Carlos (1979), in der Titelrolle der Minna von Barnhelm (1980), als Carola Martin in der deutschen Erstaufführung von Ariane Mnouchkines Theateradaption des Romans Mephisto (1981) oder Lucile in Dantons Tod. Unter anderen Regisseuren spielte sie verschiedene weitere Rollen, zum Beispiel Mascha in Die Möwe (1983).
1984/85 war sie am Schauspiel Frankfurt tätig, wo sie Eve in Der zerbrochne Krug und Amalia in Die Räuber darstellte. 1985 bis 1988 arbeitete sie am Thalia Theater in Hamburg. Hier spielte sie Célimène in Der Menschenfeind (1986, mit Hans Christian Rudolph) und Molly in Frank Wedekinds Der Marquis von Keith.
Einem größeren Publikum wurde sie 1986 in Reinhard Hauffs Film Stammheim als Gudrun Ensslin bekannt. In George Taboris Stammheim-Projekt im selben Jahr in der Hamburger Kampnagelfabrik übernahm sie dieselbe Rolle.
1988 bis 1991 war sie an der Schaubühne am Lehniner Platz engagiert, wo sie Camille in Pierre Corneilles Horace (1989), die Schlaffrau in Die Zeit und das Zimmer von Botho Strauß (Uraufführung 1989) und die ältere Schwester in Bernard-Marie Koltès’ Roberto Zucco (Uraufführung 1990) verkörperte.
1992 bis 1996 gehörte sie dem Ensemble des Deutschen Schauspielhauses in Hamburg an. Dort spielte sie die Gräfin Orsina in Emilia Galotti (1992), wirkte in der Uraufführung von Kritik in Festung von Rainald Goetz (1993), in Peter Handkes Kaspar (1996) und Maxim Gorkis Sommergäste (1997) mit. Seither gastierte sie an verschiedenen Theatern. In Wien war sie als Künstlermuse Alma in Joshua Sobols „Alma“ (Regie: Paulus Manker) zu sehen. Sie ist mit dem Schauspieler Walter Kreye verheiratet. Das Paar hat zwei Kinder.

## Filmografie (Auswahl)
- 1986: Stammheim
- 1986: Vermischte Nachrichten
- 1992: Ein Fall für zwei (TV-Serie, eine Folge)
- 1992: Die ungewisse Lage des Paradieses
- 1993–1995: Freunde fürs Leben (TV-Serie)
- 1999: Polizeiruf 110: Rasputin
- 2001: Doppelter Einsatz (TV-Serie, eine Folge)
- 2001: Bronski und Bernstein (TV-Serie, eine Folge)
- 2001: Die Cleveren (TV-Serie, eine Folge)
- 2006: Stadt, Land, Mord! (TV-Serie, eine Folge)
- 2008: Giacomo Puccini – Die dunkle Seite des Mondes
- 2012: Großstadtrevier (TV-Serie, eine Folge)